# Jürgen Stemmer
Jürgen Stemmer (* 30. Oktober 1962) ist ein ehemaliger deutscher Fußballspieler.

## Sportlicher Werdegang
Stemmer spielte in der Jugend beim SV Borbeck, ehe er sich Rot-Weiss Essen anschloss. Dort rückte der Nachwuchsspieler als Teenager in den Profikader auf und debütierte bei der 0:2-Heimniederlage gegen den SC Freiburg im September 1981 als Einwechselspieler für Jürgen Sekula in der 2. Bundesliga. Im Verlauf der Spielzeit 1981/82 bestritt er insgesamt sieben Meisterschaftsspiele, der Mittelfeldspieler blieb dabei ohne Torerfolg. Später wechselte er zu Hertha BSC, beim Berliner Klub blieb er ohne Spieleinsatz im Profibereich. 1987 wechselte Stemmer zum SV 98 Schwetzingen in die Oberliga Baden-Württemberg, verließ den Klub aber nach einer Spielzeit wieder.